# Bosmetselbij
De bosmetselbij (Osmia uncinata) is een vliesvleugelig insect uit de familie Megachilidae. De wetenschappelijke naam van de soort is gepubliceerd in 1869 door Carl Eduard Adolph Gerstäcker.